# شهرستان ورخنسالدینسکی
شهرستان ورخنسالدینسکی (به لاتین: Verkhnesaldinsky District) یک شهرستان در روسیه است که در استان سوردلوفسک واقع شده‌است.